# Marjo Bergman
Marjo Bergman, född 24 mars 1922 i Stockholm, död 3 april 2004 i Munkedal, var en svensk mannekäng och skådespelare.
Hon var dotter till skådespelarna Margareta Bergman och Gustaf Malmgren.

## Filmografi
- 1944 – Prins Gustaf
- 1945 – 13 stolar
- 1946 – Barbacka
- 1946 – Iris och löjtnantshjärta

## Teater

### Roller (ej komplett)
| År   | Roll          | Produktion                        | Regi          | Teater   |
| ---- | ------------- | --------------------------------- | ------------- | -------- |
| 1949 | Bruden        | Lycko-Pers resa August Strindberg | Göran Gentele | Dramaten |
| 1952 | En annan jude | De vises sten Pär Lagerkvist      | Alf Sjöberg   | Dramaten |